# Буритикупу

Буритикупу на карте штата.

Буритикупу (порт. Buriticupu) — муниципалитет в Бразилии, входит в штат Мараньян. Составная часть мезорегиона Запад штата Мараньян. Входит в экономико-статистический микрорегион Пиндаре. Население составляет 65 237 человек на 2010 год. Занимает площадь 2545,440 км². Плотность населения — 25,63 чел./км².

## Демография
Согласно сведениям, собранным в ходе переписи 2010 г. Национальным институтом географии и статистики (IBGE), население муниципалитета составляет:
| Полное население                               | Полное население                               | Полное население                               | Полное население                               | 65 237 |
| ---------------------------------------------- | ---------------------------------------------- | ---------------------------------------------- | ---------------------------------------------- | ------ |
| в том числе:                                   | Городское население                            | 35 789                                         | Процент городского населения, %                | 54,86  |
|                                                | Сельское население                             | 29 448                                         | Процент сельского населения, %                 | 45,14  |
|                                                | Мужское население                              | 33 316                                         | Процент мужского населения, %                  | 51,07  |
|                                                | Женское население                              | 31 921                                         | Процент женского населения, %                  | 48,93  |
| Плотность населения, чел/км²                   | Плотность населения, чел/км²                   | Плотность населения, чел/км²                   | Плотность населения, чел/км²                   | 25,63  |
| Население муниципалитета в % к населению штата | Население муниципалитета в % к населению штата | Население муниципалитета в % к населению штата | Население муниципалитета в % к населению штата | 0,99   |

По данным оценки 2016 года, население муниципалитета составляет 70 417 жителей.

## История
Город основан 10 ноября 1994 года. 

## Статистика
- Валовой внутренний продукт на 2003 год составляет 84 822 910,00 реалов (данные: Бразильский институт географии и статистики).
- Валовой внутренний продукт на душу населения на 2003 год составляет 1429,80 реалов (данные: Бразильский институт географии и статистики).
- Индекс развития человеческого потенциала на 2000 год составляет 0,595 (данные: Программа развития ООН).